# Johann Wotapek
Johann Wotapek, född 23 september 1908, död 7 mars 1982, var en friidrottare från Österrike. Han deltog vid olympiska sommarspelen 1936.